# ファウルハーベル
ファウルハーベル（ドイツ語: Faulhaber）は、ドイツのバーデン＝ヴュルテンベルク州Schönaichを拠点とする、小型精密モーター、リニアモーター、ステッピングモータ、ギヤヘッド、エンコーダ、制御装置を供給する会社。

## 概要
小型精密コアレスモータやリニアドライブ、ステッピングモータ、ギヤヘッド、エンコーダ、超音波モータ等を専門的に生産、販売する。同社の製品はロボット、航空宇宙、光学システム、医療用機器や産業用等の分野で使用される。